# Coffee
"Coffee" é uma canção gravada pela cantora e compositora norte-americana Kelly Rowland, distribuída independentemente e através da editora discográfica Equity em plataformas digitais e de streaming ao redor do mundo a 17 de Abril de 2020. A obra foi composta por Rowland juntamente com Marcos "Kosine" Palacious, Marcus Green, e Sydney tha Kid, com a produção e arranjos sob a responsabilidade de Kosine. Embora não tenha sido confirmado se seria ou não o primeiro single do quinto álbum de estúdio da intérprete, "Coffee" marcou o primeiro lançamento comercial de Rowland em quase sete anos, desde "Dirty Laundry" (2013). O lançamento do single durante a pandemia de COVID-19 foi motivado pela intenção da vocalista de trazer uma maneira de escapismo ao público, como o som introdutório da canção fazia-a lembrar-se da Jamaica.
Musicalmente, "Coffee" é uma balada de R&B de ritmo moderado concebida com o objectivo de celebrar mulheres, especialmente mulheres negras de todas tonalidades. Nela, a artista usa metáforas e inferências sensuais relacionadas com o café, o que levou críticos especialistas em música contemporânea a compararem o conteúdo lírico da canção à homónima do cantor norte-americano Miguel, enquanto outros analistas musicais elogiaram o tema pelo potencial para ser reproduzido nas principais estações de rádio de música urbana contemporânea norte-americanas.
O vídeo musical promocional para o single foi filmado em uma praia de Miami, Flórida. Co-realizado por Rowland e Steve Gommillion, foi publicado no YouTube no mesmo dia que o lançamento do single. O vídeo foi concebido com base na ideia de uma ode às mulheres negras e foi recebido com aclamação por fãs, bem como por críticos musicais, pelos seus visuais. Como resultado, nos Estados Unidos, "Coffee" estreou em três tabelas musicais publicadas pela revista Billboard, inclusive a de canções de R&B, na qual atingiu o seu pico dentro das 25 melhores posições. Além disso, ao longo da sua primeira semana de disponibilidade, foi uma das trinta obras mais comercializadas no país.

## Antecedentes e concepção
O álbum Talk a Good Game (2013) foi o lançamento final de Rowland com a editora discográfica Republic. Nos anos seguintes, ao invés de focar-se em sua própria carreira, a cantora participou em canções de alguns dos seus amigos artistas, tendo inclusive se juntado a uma vastidão de artistas femininas no tema "This Is For My Girls" (2016), uma canção de caridade idealizada pela primeira-dama Michelle Obama. Além disso, participou de programas de televisão como Empire, Chasing Destiny e na versão australiana de The Voice. Em 2018, a cantora lançou a canção "Kelly" independentemente. Este lançamento foi acompanhado do extended play The Kelly Rowland Edition e da canção natalina "Love You More at Christmas Time" no ano seguinte.
Nos finais de Março de 2020, Rowland iniciou o programa interactivo Coffee with Kelly, transmitido ao vivo através do Instagram em noites seleccionadas. A artista começou a especular um novo lançamento musical a 14 de Abril, com as suas redes sociais sendo actualizadas para que promovessem "Coffee", que naquele momento não se sabia se seria uma canção ou um álbum. O anúncio foi seguido de uma publicação na qual revelava a capa do trabalho juntamente com as hiperligações para compra nas principais plataformas digitais. A capa da canção apresenta, no lado esquerdo. o lado direito do rosto de Rowland, que usa um vestido, maquilhagem facial e brincos com várias argolas. O título da canção está posicionado no centro e estilizado com letras maiúsculas "para combinar com as leras urgentes" da canção por cima de um pano de fundo azul ciano que se assemelha a um céu moderamente nublado.

## Estrutura musical e conteúdo

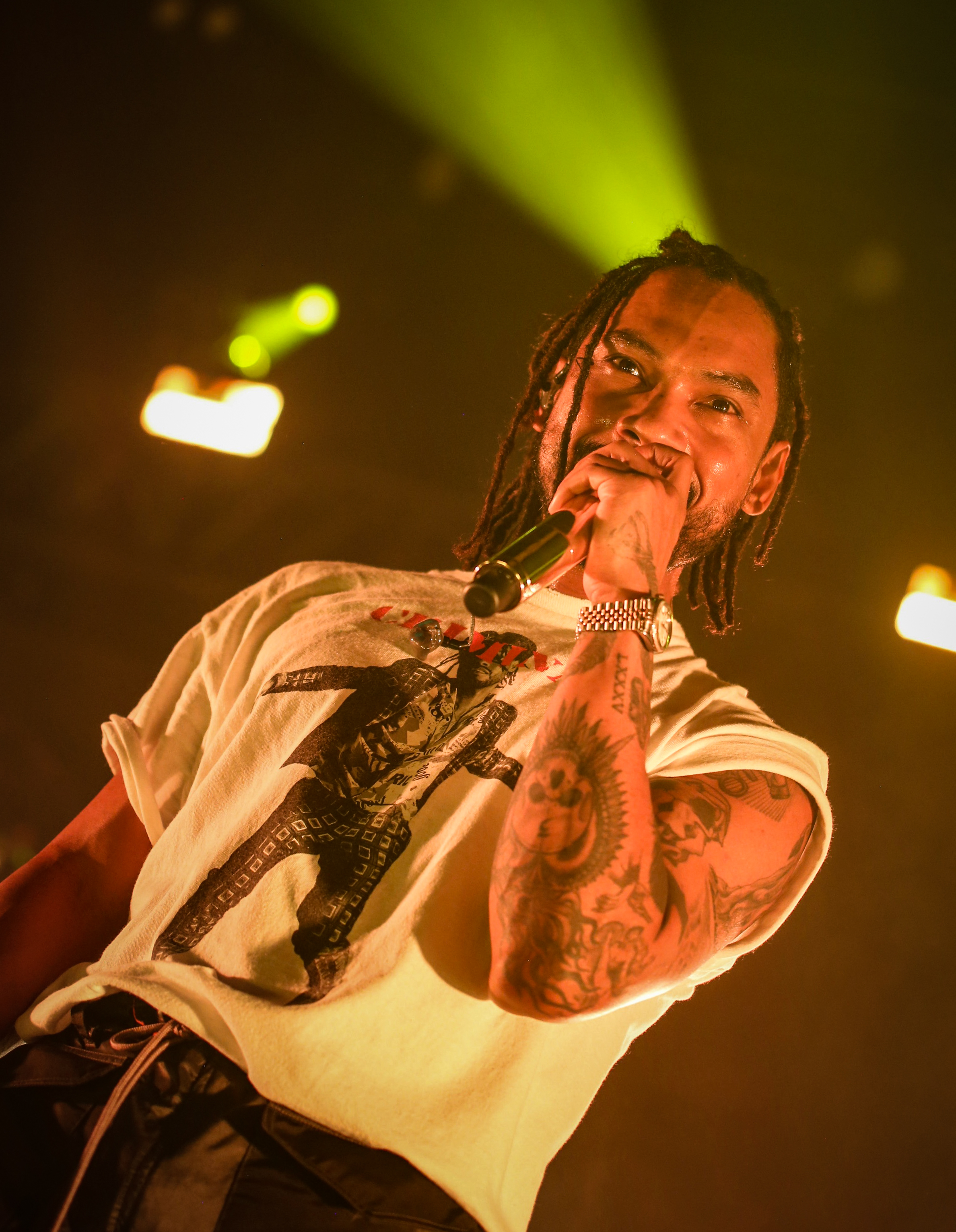
Foi observado que tal como o cantor Miguel, Rowland usa o café como uma metáfora para sexo.

Rowland havia vindo a trabalhar em novo material por anos, expressando compreender a pressão e exigência dos seus fãs em várias entrevistas ao longo dos anos. "Todos os meus fãs foram muito apoiantes, mas agora estão tipo: 'já estámos por aqui!' Tenho muita vontade de lançar o projecto. Estou sem remorsos neste projecto. É tudo o que queria que fosse. Sente como se fosse vida. Sente como se fosse um ponto. Para mim é o mais atrevida que alguma vez estive. E quero que seja um bom exemplo para o meu filho," expressou a vocalista. Os estágios iniciais de "Coffee" tiveram desenvolvimento primário em 2017. Mais tarde, o tema viria a ser revelado como fruto de um trabalho colaborativo entre Rowland e Marcos "Kosine" Palacious, Nick Green e a cantora Syd tha Kid. A produção e arranjos ficaram a cargo de Kosine. Musicalmente, é um tema de R&B com ritmo moderado e duração de dois minutos e onze segundos. A instrumentação inclui percussão "que se infiltra gentilmente" adicionada a cordas devaneadoras e vocais "encharcados do eco seductivo de Rowland."
"Para mim, "Coffee" é sobre abraçar a sua própria individualidade, sexualidade ou imperfeições. Não se comparar a ninguém. Nós precisamos celebrar a nós mesmas com mais frequência — com esta canção, eu quero que você tenha isso em mente. Quero relembrar a [todas as] mulheres de todos os lugares para que tragam de volta a sua magia!"
— Rowland a descrever o conteúdo de "Coffee".
O conteúdo lírico da canção está repleto de duplos sentidos sobre como o pequeno-almoço é a refeição mais importante do dia.Mike Wass, do idolator, achou o conteúdo lírico da faixa similar a dois temas anteriores de Rowland: "Motivation" (2011) e "Kisses Down Low" (2013). Brandon Caldwell, do portal Black America Web, notou que tal como o cantor Miguel, Rowland usa o café como uma metáfora para sexo. O portal Rap-Up descreveu "Coffee" como um "êxito de quarto," opinião partilhada por Gil Kaufman, da revista musical Billboard, que ainda viu o tema como uma balada de ritmo moderado sensual que se afirma logo no início com letras como "Breakfast in bed, got me moanin' / Before you go to work / I need you to go to work." Zoe Haylock, da coluna Vulture da New York Magazine, olhou para o lançamento da canção como "finalmente uma canção sensual que não fará a quarentena mais deprimente do que já é." Segundo Shawn Grant, do blogue The Source, "Coffee" descreve "a manhã após uma noite de paixão, com Kelly pedindo ao seu amante para que fique para tomar um café e mais sexo ao invés de ir para o trabalho."

## Lançamento e repercussão
Mike Wass, escritor do blogue idolator, revelou não ter certeza se "Coffee" seria ou não o primeiro single do quinto álbum de estúdio de Rowland, cuja produção estava em andamento "desde, no mínimo, 2017." Rowland confirmou mais tarde em uma das sessões de Coffee with Kelly que este era sim o primeiro single, lançado a 17 de Abril de 2020 a meio da pandemia de COVID-19 no mundo, marcando o primeiro lançamento comercial da artista desde "Dirty Laundry" (2013). A intenção de Rowland era de trazer uma maneira de escapismo ao público, como o som introdutório da canção fazia-a lembrar-se da Jamaica. "Eu estava, do tipo, se me faz sentir assim, questiono-me como fará sentir a outras pessoas? [...] nós precisámos de um pouco disso neste momento."
A recepção crítica inicial para o tema foi, em geral, mista. O analista Brent Faulkner, para o blogue The Musical Hype, achou que embora Rowland consiga afirmar a sua declaração sexual, "o seu desempenho não foi impressionante." Não obstante, o crítico elogiou os vocais dispostos em camadas e atribuiu a classificação de três estrelas de um máximo de cinco. Um resenhista do portal HipHop'n'More achou que a canção seria um "êxito com muito potencial para [ser reproduzido na] rádio."

## Vídeo musical
O vídeo musical, co-realizado por Rowland e Steve Gommillion, foi publicado no YouTube no mesmo dia que o lançamento do single. As gravações decorreram em uma praia de Miami, Flórida, um tempo antes da pandemia de COVID-19 ter iniciado.
"Eu quis celebrar as mulheres em [formato de] vídeo — cada tonalidade, cada cor de café, cada curva, cada essência e o que elas me deram. A intenção que tive para com este vídeo era de assumir o foco em si mesma e na sua sexualidade [e colocá-la em uma] perspectiva de Deus, de uma forma pela qual você não necessite de aprovação alguma de ninguém. Às vezes, quado mulheres assumem a sua própria sexualidade, sem a aprovação de fontes externas, eu acho que aparece uma perspectiva diferente, um panorama diferente, um sentimento diferente, e nós, normalmente, nem sequer nos apercebemos que o estamos a fazer, mas eu acho que a sociedade fê-lo ser assim, especialmente com mulheres negras."
— Rowland a descrever o conceito por detrás do vídeo musical em entevista à revista Essence.
O vídeo mostra Rowland "banhada de sol, coberta de areia, pele de cor-de-café a brilhar, e nem um único homem à vista." A artista pode ser vista "a posar em um fato-de-banho, a cavalgar e brincar com um cavalo, e a remexer as suas ancas lentamente com a sua equipa de dançarinas vestidas em biquíni" que, por sua vez, "apenas posam em uma praia deserta, a sua beleza a falar por si mesma." O cabelo de Rowland, bem como o das suas dançarinas, foi tratado pela cabeleleira Nikki Nelms, que expressou que o vídeo significa muito para ela: "É mais um exemplo para o mundo ver o quão especial a melanina realmente é." Em um momento, a cantora usa um vestido branco semi-transparente que revela os seus mamilos. Um vídeo dos bastidores foi publicado no perfil do Instagram do serviço Tidal a 18 de Abril.

## Créditos e pessoal
Os créditos seguintes foram adaptados do encarte do single "Coffee" (2020):
- Kelly Rowland — vocais principais, vocais de apoio, composição
- Marcos "Kosine" Palacious — composição, produção e arranjos
- Marcus Green — composição
- Sydney "Syd tha Kid" Bennett — composição

## Desempenho nas tabelas musicais
Na Nova Zelândia, o tema estreou no número 34 da tabela oficial de canções, segundo o publicado pela Official New Zealand Music Chart a 27 de Abril de 2020. A 9 de Maio seguinte, semana na qual foi a vigésima sétima música mais comercializada no país, "Coffee" estreou em três tabelas musicais norte-americanas, incluindo a de canções de R&B, na qual atingiu o seu pico no número 23.
| País — Tabela musical (2020)                               | Posição de pico |
| ---------------------------------------------------------- | --------------- |
| Nova Zelândia — Hot 40 Singles (Recorded Music NZ)         | 34              |
| Estados Unidos — Digital Song Sales (Billboard)            | 27              |
| Estados Unidos — Hot R&B/Hip-Hop Digital Songs (Billboard) | 11              |
| Estados Unidos — Hot R&B Songs (Billboard)                 | 23              |